# 福井紳一
福井 紳一（ふくい しんいち、1956年 - ）は、大学・予備校の教員。専攻は、「日本」近現代思想史。駿台予備学校日本史科講師。早稲田大学アジア太平洋研究センター特別研究員、日本獣医生命科学大学講師を兼任。立教大学・敬愛大学講師などを歴任。

## 概歴・研究
東京都出身。藤沢市立湘洋中学校、慶應義塾高等学校、慶應義塾大学文学部哲学科美学美術史学専攻卒業。高校教員を経て、駿台予備学校日本史科講師の職に就くと共に、隣接する明治大学大学院で、橋川文三・海野福寿に学ぶ。明治大学大学院文学研究科（日本史学）博士前期課程修了。
- 「日本」近現代思想史を専攻。
- 戦前、「満洲」に渡った日本のマルキスト・知識人らによる、いわゆる「在満日系共産主義運動」の思想史的研究を行い、橘樸の思想や佐藤大四郎の行動の意味を分析した。
- 「左翼アジア主義」という概念を創出し、「その思想形成に於いて、大正デモクラシー期の諸思潮や、マルクス主義・アナーキズムなど左翼思想の影響を受けた知識人や社会運動家たちの中に見られる、アジアの連帯と解放を希求する思想的傾向を、日本を盟主とする『大アジア主義』や、アジア侵略を美化したスローガンに過ぎない『大東亜共栄圏』の思想と峻別して、総称したもの」と規定した。＜「橘樸と満鉄調査部事件・合作社事件の思想的背景」（『論戦「満洲国」・満鉄調査部事件』）＞
- 戦後史を、政治・社会経済・外交・文化などの観点から総合的に考察し、『戦後史をよみなおす』『戦後日本史』を著す。
- 東大全共闘代表であった山本義隆らと、1967年の医学部闘争から、1969年2月28日までの東大闘争のビラ・パンフレット・討論資料・各種大会決議案・当局文書など5105点(枚数1万数千枚)を収集し、『東大闘争資料集(全23巻＋別冊5巻)』として編纂した。

## 人物
- 駿台予備学校では「歴史を見ることは現在を見ること。社会に対する鋭い目と視線を低くした人間に対する温かい目を養おう」という立場に立脚した、受験のための詰め込みだけではない考える日本史を講義している[2]。
- 提供される情報量は膨大だが暗記を強いるのではなく、知識として体系的に理解することを求める授業で多くの受験生から熱狂的な支持を受ける。吉本隆明から影響を受けているようで、例えば「転向」についての解説は吉本の「転向論」に拠るなど、駿台予備学校では単純な受験知識を超えたアカデミックな講義を展開する。[2]。
- 画家の内海信彦は高校時代からの友人で駿台予備学校では同僚である。[2]
- 慶應義塾高等学校では政治家の石破茂やトヨタ自動車社長の豊田章男と同期であった。[2][3]
- 駿台予備学校で、現役生は最上位コース(Sα日本史)のみ出講しており、高卒生はお茶の水校、大宮校、横浜校の上位コースに出講している。[4]
- 彼の語る歴史観はマルクス主義・左翼的な位置からである。[2]

## 著書
- 『途上にて』共著　総合企画　1992年。
- 『日本史史料集』共著　駿台文庫　1993年。
- 『短期攻略　日本史B』　駿台文庫　1994年。
  - 1997年に改定版、2015年に再改定版。
- 『東大闘争資料集(全23巻＋別冊5巻)』山本義隆らと共著・編集　68・69を記録する会　1994年。
  - 国立国会図書館所蔵
- 『日本史新用語集』共著・執筆・監修　あすとろ出版　1997年。
- 『乱世に声あり』共著　JCA出版　1999年
- 『満鉄調査部事件の真相』小林英夫と共著　小学館　2004年。
- 『「満洲国」文化細目』　植民地文化研究会編　共著　不二出版　2005年。
- 『日本史史料集＜改訂版＞』共著　駿台文庫　2006年。
- 『一九三〇年代のアジア社会論―「東亜協同体」論を中心とする言語空間の諸相―』共著　社会評論社　2010年。
- 『「興農合作社関係資料」解説・総目次』　不二出版　2010年。
- 『日本史論述研究』　駿台文庫　2011年。
- 『論戦「満洲国」・満鉄調査部事件―学問的論争の深まりを期して―』小林英夫と共著　彩流社　2011年。
- 『戦後史をよみなおす』　講談社　2011年。
- 『センターで学ぶ日本史』共著　駿台文庫　2012年。
- 『戦後日本史』　講談社＋α文庫　2015年。
- 『センターで学ぶ日本史 文化史演習』共著　駿台文庫　2016年。
- 『センターで学ぶ日本史 外交史演習』共著　駿台文庫　2016年。
- 『センターで学ぶ日本史 社会経済史演習』共著　駿台文庫　2016年。

その他、『青本　東京大学文科』『青本　早稲田大学(政経学部)」』『東京大学への地理歴史』共著　駿台文庫など。